# Wereldbeker mountainbike
De wereldbeker mountainbike is een serie wedstrijden in het mountainbiken, die elk seizoen worden georganiseerd door de UCI. De wedstrijden worden over de hele wereld gereden. In elke van de wedstrijden zijn er punten te verdienen en aan het eind van het seizoen wint de renner met de meeste punten.
Het hoofdonderdeel is de olympische discipline 'cross-country', die sinds 1991 op het programma staat. In 1993 kwam daar het onderdeel 'downhill' bij. Vier andere disciplines zijn onderdeel geweest van de wereldbeker mountainbike, maar staan niet langer op het programma, de 'dual-slalom' (1998–2001), 'cross-country tijdrit' (alleen 2001), 'four-cross' (2002–2011) en de 'marathon' (2005–2008).
Sinds 2023 zijn alle onderdelen samen ondergebracht in 1, grotendeels gezamenlijke, kalender. De onderdelen zijn Cross-country (nog steeds het belangrijkste), Cross-country shorttrack (ca. 10 korte rondjes van ca. 2 minuten, Marathon, (Cross-country parcours van 100 KM) Downhill (afdaling) en Enduro (meerdere korte parcours en de cumulatief snelste tijd wint). 

## Cross-country

### Mannen
| Jaar | Goud                                                                                        | Zilver                                                                                      | Brons                                                                                       |
| ---- | ------------------------------------------------------------------------------------------- | ------------------------------------------------------------------------------------------- | ------------------------------------------------------------------------------------------- |
| 1991 | John Tomac                                                                                  | Gerhard Zadrobilek                                                                          | David Wiens                                                                                 |
| 1992 | Thomas Frischknecht                                                                         | John Tomac                                                                                  | Ned Overend                                                                                 |
| 1993 | Thomas Frischknecht                                                                         | John Tomac                                                                                  | Peter Hric                                                                                  |
| 1994 | Bart Brentjens                                                                              | Ned Overend                                                                                 | Tinker Juarez                                                                               |
| 1995 | Thomas Frischknecht                                                                         | Rune Høydahl                                                                                | Jan Erik Østergaard                                                                         |
| 1996 | Christophe Dupouey                                                                          | Thomas Frischknecht                                                                         | Miguel Martinez                                                                             |
| 1997 | Miguel Martinez                                                                             | Christophe Dupouey                                                                          | Cadel Evans                                                                                 |
| 1998 | Cadel Evans                                                                                 | Miguel Martinez                                                                             | Rune Høydahl                                                                                |
| 1999 | Cadel Evans                                                                                 | Miguel Martinez                                                                             | Christoph Sauser                                                                            |
| 2000 | Miguel Martinez                                                                             | Bas van Dooren                                                                              | Christophe Dupouey                                                                          |
| 2001 | Roland Green                                                                                | José Antonio Hermida                                                                        | Miguel Martinez                                                                             |
| 2002 | Filip Meirhaeghe                                                                            | Christoph Sauser                                                                            | Thomas Frischknecht                                                                         |
| 2003 | Julien Absalon                                                                              | Christoph Sauser                                                                            | Filip Meirhaeghe                                                                            |
| 2004 | Christoph Sauser                                                                            | Roel Paulissen                                                                              | Filip Meirhaeghe                                                                            |
| 2005 | Christoph Sauser                                                                            | José Antonio Hermida                                                                        | Julien Absalon                                                                              |
| 2006 | Julien Absalon                                                                              | Christoph Sauser                                                                            | José Antonio Hermida                                                                        |
| 2007 | Julien Absalon                                                                              | José Antonio Hermida                                                                        | Christoph Sauser                                                                            |
| 2008 | Julien Absalon                                                                              | Christoph Sauser                                                                            | José Antonio Hermida                                                                        |
| 2009 | Julien Absalon                                                                              | José Antonio Hermida                                                                        | Burry Stander                                                                               |
| 2010 | Nino Schurter                                                                               | Julien Absalon                                                                              | Jaroslav Kulhavý                                                                            |
| 2011 | Jaroslav Kulhavý                                                                            | Nino Schurter                                                                               | Julien Absalon                                                                              |
| 2012 | Nino Schurter                                                                               | Burry Stander                                                                               | Jaroslav Kulhavý                                                                            |
| 2013 | Nino Schurter                                                                               | Daniel McConnell                                                                            | Julien Absalon                                                                              |
| 2014 | Julien Absalon                                                                              | Nino Schurter                                                                               | Daniel McConnell                                                                            |
| 2015 | Nino Schurter                                                                               | Julien Absalon                                                                              | Jaroslav Kulhavý                                                                            |
| 2016 | Julien Absalon                                                                              | Nino Schurter                                                                               | Maxime Marotte                                                                              |
| 2017 | Nino Schurter                                                                               | Stéphane Tempier                                                                            | Maxime Marotte                                                                              |
| 2018 | Nino Schurter                                                                               | Mathieu van der Poel                                                                        | Maxime Marotte                                                                              |
| 2019 | Nino Schurter                                                                               | Mathieu van der Poel                                                                        | Henrique Avancini                                                                           |
| 2020 | Geen eindwinnaar aangewezen omdat door de coronacrisis slechts twee manches zijn doorgegaan | Geen eindwinnaar aangewezen omdat door de coronacrisis slechts twee manches zijn doorgegaan | Geen eindwinnaar aangewezen omdat door de coronacrisis slechts twee manches zijn doorgegaan |
| 2021 | Mathias Flückiger                                                                           | Victor Koretzky                                                                             | Ondřej Cink                                                                                 |
| 2022 | Nino Schurter                                                                               | Titouan Carod                                                                               | Luca Braidot                                                                                |
| 2023 | Nino Schurter                                                                               | Jordan Sarrou                                                                               | Mathias Flückiger                                                                           |
| 2024 | Alan Hatherly                                                                               | Victor Koretzky                                                                             | Filippo Colombo                                                                             |
| 2025 |                                                                                             |                                                                                             |                                                                                             |

### Vrouwen
| Jaar | Goud                                                                                        | Zilver                                                                                      | Brons                                                                                       |
| ---- | ------------------------------------------------------------------------------------------- | ------------------------------------------------------------------------------------------- | ------------------------------------------------------------------------------------------- |
| 1991 | Sara Ballantyne                                                                             | Juli Furtado                                                                                | Regina Stiefl                                                                               |
| 1992 | Ruthie Matthes                                                                              | Juli Furtado                                                                                | Chantal Daucourt                                                                            |
| 1993 | Juli Furtado                                                                                | Ruthie Matthes                                                                              | Alison Sydor                                                                                |
| 1994 | Juli Furtado                                                                                | Caroline Alexander                                                                          | Alison Sydor                                                                                |
| 1995 | Juli Furtado                                                                                | Alison Sydor                                                                                | Paola Pezzo                                                                                 |
| 1996 | Alison Sydor                                                                                | Gunn-Rita Dahle Flesjå                                                                      | Juli Furtado                                                                                |
| 1997 | Paola Pezzo                                                                                 | Alison Sydor                                                                                | Chantal Daucourt                                                                            |
| 1998 | Alison Sydor                                                                                | Laurence Leboucher                                                                          | Paola Pezzo                                                                                 |
| 1999 | Alison Sydor                                                                                | Gunn-Rita Dahle Flesjå                                                                      | Annabella Stropparo                                                                         |
| 2000 | Barbara Blatter                                                                             | Alison Dunlap                                                                               | Alison Sydor                                                                                |
| 2001 | Barbara Blatter                                                                             | Caroline Alexander                                                                          | Margarita Fullana                                                                           |
| 2002 | Alison Dunlap                                                                               | Sabine Spitz                                                                                | Margarita Fullana                                                                           |
| 2003 | Gunn-Rita Dahle Flesjå                                                                      | Sabine Spitz                                                                                | Irina Kalentjeva                                                                            |
| 2004 | Gunn-Rita Dahle Flesjå                                                                      | Marie-Hélène Prémont                                                                        | Annabella Stropparo                                                                         |
| 2005 | Gunn-Rita Dahle Flesjå                                                                      | Sabine Spitz                                                                                | Marie-Hélène Prémont                                                                        |
| 2006 | Gunn-Rita Dahle Flesjå                                                                      | Marie-Hélène Prémont                                                                        | Sabine Spitz                                                                                |
| 2007 | Irina Kalentjeva                                                                            | Marie-Hélène Prémont                                                                        | Ren Chengyuan                                                                               |
| 2008 | Marie-Hélène Prémont                                                                        | Catharine Pendrel                                                                           | Margarita Fullana                                                                           |
| 2009 | Elisabeth Osl                                                                               | Lene Byberg                                                                                 | Catharine Pendrel                                                                           |
| 2010 | Catharine Pendrel                                                                           | Willow Koerber                                                                              | Eva Lechner                                                                                 |
| 2011 | Julie Bresset                                                                               | Catharine Pendrel                                                                           | Irina Kalentjeva                                                                            |
| 2012 | Catharine Pendrel                                                                           | Gunn-Rita Dahle Flesjå                                                                      | Kateřina Nash                                                                               |
| 2013 | Tanja Žakelj                                                                                | Eva Lechner                                                                                 | Kateřina Nash                                                                               |
| 2014 | Jolanda Neff                                                                                | Catharine Pendrel                                                                           | Tanja Žakelj                                                                                |
| 2015 | Jolanda Neff                                                                                | Gunn-Rita Dahle Flesjå                                                                      | Lea Davison                                                                                 |
| 2016 | Catharine Pendrel                                                                           | Annika Langvad                                                                              | Emily Batty                                                                                 |
| 2017 | Jana Belomoina                                                                              | Maja Włoszczowska                                                                           | Annika Langvad                                                                              |
| 2018 | Jolanda Neff                                                                                | Annika Langvad                                                                              | Emily Batty                                                                                 |
| 2019 | Kate Courtney                                                                               | Jolanda Neff                                                                                | Pauline Ferrand-Prévot                                                                      |
| 2020 | Geen eindwinnaar aangewezen omdat door de coronacrisis slechts twee manches zijn doorgegaan | Geen eindwinnaar aangewezen omdat door de coronacrisis slechts twee manches zijn doorgegaan | Geen eindwinnaar aangewezen omdat door de coronacrisis slechts twee manches zijn doorgegaan |
| 2021 | Loana Lecomte                                                                               | Evie Richards                                                                               | Jenny Rissveds                                                                              |
| 2022 | Alessandra Keller                                                                           | Rebecca McConnell                                                                           | Anne Terpstra                                                                               |
| 2023 | Puck Pieterse                                                                               | Loana Lecomte                                                                               | Mona Mitterwallner                                                                          |
| 2024 | Alessandra Keller                                                                           | Laura Stigger                                                                               | Candice Lill                                                                                |
| 2025 |                                                                                             |                                                                                             |                                                                                             |

## Cross-country tijdrit

### Mannen
| Jaar | Goud      | Zilver       | Brons             |
| ---- | --------- | ------------ | ----------------- |
| 2001 | Marco Bui | Roland Green | Michael Rasmussen |

### Vrouwen
| Jaar | Goud            | Zilver              | Brons             |
| ---- | --------------- | ------------------- | ----------------- |
| 2001 | Barbara Blatter | Annabella Stropparo | Margarita Fullana |

## Marathon

### Mannen
| Jaar | Goud                 | Zilver              | Brons           |
| ---- | -------------------- | ------------------- | --------------- |
| 2005 | Mauro Bettin         | Alban Lakata        | Dario Acquaroli |
| 2006 | Héctor Leonardo Páez | Thomas Dietsch      | Roland Stauder  |
| 2007 | Thomas Dietsch       | Massimo De Bertolis | Alban Lakata    |
| 2008 | Héctor Leonardo Páez | Thomas Dietsch      | Alban Lakata    |

### Vrouwen
| Jaar | Goud          | Zilver      | Brons            |
| ---- | ------------- | ----------- | ---------------- |
| 2005 | Daniela Louis | Esther Süss | Anna Enocsson    |
| 2006 | Pia Sundstedt | Esther Süss | Elena Giacomuzzi |
| 2007 | Pia Sundstedt | Esther Süss | Ivonne Kraft     |
| 2008 | Pia Sundstedt | Esther Süss | Blaža Klemenčič  |

## Downhill

### Mannen
| Jaar | Goud             | Zilver              | Brons               |
| ---- | ---------------- | ------------------- | ------------------- |
| 1993 | Jürgen Beneke    | John Tomac          | Stefano Migliorini  |
| 1994 | François Gachet  | Jürgen Beneke       | Nicolas Vouilloz    |
| 1995 | Nicolas Vouilloz | Mike King           | Myles Rockwell      |
| 1996 | Nicolas Vouilloz | Marcus Klausmann    | Thomas Misser       |
| 1997 | Corrado Herin    | Jürgen Beneke       | Thomas Misser       |
| 1998 | Nicolas Vouilloz | David Vázquez López | Cédric Gracia       |
| 1999 | Nicolas Vouilloz | Steve Peat          | Gerwin Peters       |
| 2000 | Nicolas Vouilloz | Steve Peat          | David Vázquez López |
| 2001 | Greg Minnaar     | Nicolas Vouilloz    | Mickael Pascal      |
| 2002 | Steve Peat       | Cédric Gracia       | Chris Kovarik       |
| 2003 | Nathan Rennie    | Cédric Gracia       | Mickael Pascal      |
| 2004 | Steve Peat       | Sam Hill            | Nathan Rennie       |
| 2005 | Greg Minnaar     | Sam Hill            | Nathan Rennie       |
| 2006 | Steve Peat       | Sam Hill            | Greg Minnaar        |
| 2007 | Sam Hill         | Matti Lehikoinen    | Steve Peat          |
| 2008 | Greg Minnaar     | Sam Hill            | Gee Atherton        |
| 2009 | Sam Hill         | Greg Minnaar        | Steve Peat          |
| 2010 | Gee Atherton     | Greg Minnaar        | Sam Blenkinsop      |
| 2011 | Aaron Gwin       | Greg Minnaar        | Gee Atherton        |
| 2012 | Aaron Gwin       | Greg Minnaar        | Gee Atherton        |
| 2013 | Steve Smith      | Gee Atherton        | Greg Minnaar        |
| 2014 | Josh Bryceland   | Aaron Gwin          | Troy Brosnan        |
| 2015 | Aaron Gwin       | Loic Bruni          | Troy Brosnan        |
| 2016 | Aaron Gwin       | Danny Hart          | Troy Brosnan        |
| 2017 | Aaron Gwin       | Troy Brosnan        | Greg Minnaar        |
| 2018 | Amaury Pierron   | Danny Hart          | Troy Brosnan        |
| 2019 | Loïc Bruni       | Amaury Pierron      | Troy Brosnan        |
| 2020 | Matt Walker      | Loïc Bruni          | Greg Minnaar        |
| 2021 | Loïc Bruni       | Thibaut Dapréla     | Loris Vergier       |
| 2022 | Amaury Pierron   | Loris Vergier       | Finn Iles           |
| 2023 | Loïc Bruni       | Jackson Goldstone   | Loris Vergier       |

### Vrouwen
| Jaar | Goud                   | Zilver                 | Brons            |
| ---- | ---------------------- | ---------------------- | ---------------- |
| 1993 | Regina Stiefl          | Giovanna Bonazzi       | Missy Giove      |
| 1994 | Kim Sonier             | Anne-Caroline Chausson | Missy Giove      |
| 1995 | Regina Stiefl          | Giovanna Bonazzi       | Kim Sonier       |
| 1996 | Missy Giove            | Anne-Caroline Chausson | Leigh Donovan    |
| 1997 | Missy Giove            | Anne-Caroline Chausson | Leigh Donovan    |
| 1998 | Anne-Caroline Chausson | Missy Giove            | Nolvenn Le Caer  |
| 1999 | Anne-Caroline Chausson | Missy Giove            | Katja Repo       |
| 2000 | Anne-Caroline Chausson | Missy Giove            | Leigh Donovan    |
| 2001 | Anne-Caroline Chausson | Missy Giove            | Sabrina Jonnier  |
| 2002 | Anne-Caroline Chausson | Sabrina Jonnier        | Tracy Moseley    |
| 2003 | Sabrina Jonnier        | Fionn Griffiths        | Tracy Moseley    |
| 2004 | Céline Gros            | Sabrina Jonnier        | Marielle Saner   |
| 2005 | Sabrina Jonnier        | Tracy Moseley          | Rachel Atherton  |
| 2006 | Tracy Moseley          | Sabrina Jonnier        | Rachel Atherton  |
| 2007 | Sabrina Jonnier        | Tracy Moseley          | Tracey Hannah    |
| 2008 | Rachel Atherton        | Sabrina Jonnier        | Tracy Moseley    |
| 2009 | Sabrina Jonnier        | Tracy Moseley          | Emmeline Ragot   |
| 2010 | Sabrina Jonnier        | Floriane Pugin         | Myriam Nicole    |
| 2011 | Tracy Moseley          | Floriane Pugin         | Rachel Atherton  |
| 2012 | Rachel Atherton        | Emmeline Ragot         | Myriam Nicole    |
| 2013 | Rachel Atherton        | Emmeline Ragot         | Manon Carpenter  |
| 2014 | Manon Carpenter        | Rachel Atherton        | Emmeline Ragot   |
| 2015 | Rachel Atherton        | Manon Carpenter        | Tahnée Seagrave  |
| 2016 | Rachel Atherton        | Manon Carpenter        | Tracey Hannah    |
| 2017 | Myriam Nicole          | Tahnée Seagrave        | Tracey Hannah    |
| 2018 | Rachel Atherton        | Tahnée Seagrave        | Tracey Hannah    |
| 2019 | Tracey Hannah          | Marine Cabirou         | Veronika Widmann |
| 2020 | Marine Cabirou         | Myriam Nicole          | Nina Hoffmann    |
| 2021 | Valentina Hoell        | Myriam Nicole          | Camille Balanche |
| 2022 | Camille Balanche       | Myriam Nicole          | Valentina Hoell  |
| 2023 | Valentina Hoell        | Nina Hoffmann          | Marine Cabirou   |

## Dual-slalom

### Mannen
| Jaar | Goud        | Zilver        | Brons            |
| ---- | ----------- | ------------- | ---------------- |
| 1998 | Brian Lopes | Dave Cullinan | Eric Carter      |
| 1999 | Eric Carter | Brian Lopes   | Cédric Gracia    |
| 2000 | Brian Lopes | Cédric Gracia | Wade Bootes      |
| 2001 | Brian Lopes | Eric Carter   | Mickaël Deldycke |

### Vrouwen
| Jaar | Goud                   | Zilver         | Brons           |
| ---- | ---------------------- | -------------- | --------------- |
| 1998 | Katrina Miller         | Sari Jörgensen | Sabrina Jonnier |
| 1999 | Katrina Miller         | Leigh Donovan  | Tara Llanes     |
| 2000 | Anne-Caroline Chausson | Tara Llanes    | Leigh Donovan   |
| 2001 | Leigh Donovan          | Katrina Miller | Tara Llanes     |

## 4-Cross

### Mannen
| Jaar | Goud           | Zilver             | Brons            |
| ---- | -------------- | ------------------ | ---------------- |
| 2002 | Brian Lopes    | Cédric Gracia      | Mike King        |
| 2003 | Eric Carter    | Michal Prokop      | Mike King        |
| 2004 | Michal Prokop  | Brian Lopes        | Guido Tschugg    |
| 2005 | Brian Lopes    | Michal Prokop      | Cédric Gracia    |
| 2006 | Michal Prokop  | Jared Graves       | Kamil Tatarkovic |
| 2007 | Brian Lopes    | Michal Prokop      | Jared Graves     |
| 2008 | Rafael Álvarez | Guido Tschugg      | Dan Atherton     |
| 2009 | Jared Graves   | Joost Wichman      | Romain Saladini  |
| 2010 | Jared Graves   | Tomáš Slavík       | Joost Wichman    |
| 2011 | Jared Graves   | Roger Rinderknecht | Tomáš Slavík     |

### Vrouwen
| Jaar | Goud                   | Zilver          | Brons          |
| ---- | ---------------------- | --------------- | -------------- |
| 2002 | Anne-Caroline Chausson | Sabrina Jonnier | Katrina Miller |
| 2003 | Katrina Miller         | Sabrina Jonnier | Mio Suemasa    |
| 2004 | Sabrina Jonnier        | Tara Llanes     | Jill Kintner   |
| 2005 | Jill Kintner           | Anneke Beerten  | Jana Horáková  |
| 2006 | Jill Kintner           | Katrina Miller  | Tara Llanes    |
| 2007 | Anneke Beerten         | Jill Kintner    | Mio Suemasa    |
| 2008 | Anneke Beerten         | Anita Molcik    | Melissa Buhl   |
| 2009 | Anneke Beerten         | Fionn Griffiths | Jill Kintner   |
| 2010 | Anita Molcik           | Anneke Beerten  | Jana Horáková  |
| 2011 | Anneke Beerten         | Melissa Buhl    | Lucia Oetjen   |

1991 · 
1992 · 
1993 · 
1994 · 
1995 · 
1996 · 
1997 · 
1998 · 
1999 · 
2000 · 
2001 · 
2002 · 
2003 · 
2004 · 
2005 · 
2006 · 
2007 · 
2008 · 
2009 · 
2010 · 
2011 · 
2012 · 
2013 · 
2014 · 
2015 · 
2016 · 
2017 · 
2018 · 
2019 · 
2020 · 
2021 · 
2022 · 
2023 · 
2024 · 
2025
Kampioenschappen:  Olympische Spelen ·
 Wereldkampioenschappen ·
WK marathon ·
 Europese kampioenschappen
 Belgie ·
 Denemarken ·
 Duitsland ·
 Finland ·
 Frankrijk ·
 Groot-Brittannië ·
 Italie ·
 Nederland ·
 Oostenrijk ·
 Polen ·
 Zwitserland
Klassementen:  Wereldbeker ·
 3 Nations Cup
Meerdaagse wedstrijden  Cape Epic ·
 Transalp Challenge ·
 Crocodile Trophy ·
 Belgian Mountainbike Challenge
Eendaagse wedstrijden:  Grand Prix d’Europe ·
 Hondsrug Classic ·
 Roc d'Ardenne ·
 Roc d'Azur ·
 Salzkammergut Trophy ·
 Sea Otter Classic ·
 Stappenbelt MTB Trophy
Strandraces:  De Panne Beach Endurance ·
 Egmond-pier-Egmond ·
 Hoek van Holland-Den Helder
Historisch:  Benelux Cup ·  Belgian MTB Grand Prix ·  MTB Topcompetitie